# Съюз на тракийските дружества в България
Съюзът на тракийските дружества в България (СТДБ) е национална, патриотична културно-просветна организация на тракийските бежанци и техните наследници в страната.

## Начало (1896–1903)
Начало на организираното тракийско националноосвободително движение е поставено с образуването на дружество „Странджа“ и на Българските македоно-одрински революционни комитети (БМОРК) през 1894 година, които действат в Беломорска Тракия и в Одринска Тракия, обхванати в Одрински революционен окръг, както и в Македония. Това са останалите под турско управление български земи след Берлинския конгрес. На 19 февруари 1900 година дружество „Странджа“ се саморазпуска и организацията се влива в Македонската организация, която приема името Македоно-одринска организация (а върховният ѝ орган – Върховен македоно-одрински комитет). Така от средата на 1899 до 1903 година Македоно-одринската организация се превръща в най-голямата обществено-политическа сила в страната. Общо членовете на МОО заедно с помощните ѝ структури достигат до 50 – 60 000 души.
Върховният комитет събира големи финансови средства, които изразходва предимно за въоръжаване на ВМОРО. Комитетът развива и широка културна дейност – финансира издаването на книги и брошури, субсидира театралната група на Войдан Чернодрински, организира сказки, вечеринки и театрални представления. Върховният комитет и особено членовете му офицери от Българската армия настояват за ускоряване на подготвяното въстание в Македония и Одринска Тракия. От средата на 1900 година организацията силно се централизира, почти загърбва легалната политическа и културна дейност и изцяло се преориентира към въоръжената борба. Дейците на ВМОК смятат, че основната тежест на бъдещето въстание трябва да се поеме от четите, които ще навлязат от България и ще са начело с български офицери.

## Тракийското движение между 1919 и 1944 година
Вътрешната тракийска революционна организация (ВТРО) е създадена от организаторите ѝ с цел, подобно на Вътрешната македонска революционна организация (ВМРО) и Вътрешната добруджанска революционна организация (ВДРО), извоюване на пълна политическа независимост на Одринска и Беломорска Тракия, които от 1919 година са изцяло под турска и гръцка окупация, и последващо обединяване на тези земи с България.
Една от първите въоръжени чети се сформира в 1919 г. от Георги Поппетков Калоянов от село Доган Хисар, Димитър Маджаров и Петър Чапкънов.
Малобройността на останалото след етническото прочистване българско население в Одринска Тракия, съчетано с разполагането на силни турски части прогонили гърците от там след техния разгром в Гръцко-турската война от 1919-1922 година от една страна, и от друга тежкият гнет срещу всички негръцки етноси на гръцкия режим установен в Беломорието водят до това, че през ноември 1922 година е създадена Българо-турската вътрешна революционна организация (БТВРО), която фокусира дейността си в Беломорска Тракия.
За главен войвода на Организацията е избран Тане Николов. Под негово командване са 13 български и 7 турски основни чети, които имат гъвкавостта на партизански отряди и според нуждата се преформироват в по-крупни групи или в по-раздробени чети. Четите организират останалото в Западна Тракия българско и турско население, разрушават съобщителни връзки, нападат гръцки военни постове и села на гръцки колонисти, заселени в български или турски села. Въоръжени доброволчески отряди, образувани най-често в България, нападат гръцки гранични застави, градски военни гарнизони и обекти по железопътни линии. Правителството на Александър Стамболийски оказва както морална, така и физическа подкрепа с оръжие и боеприпаси, с надеждата чрез изясняване на реалната ситуация в Тракия да окаже натиск върху Лозанската конференция. Организираното революционно движение на тракийските българи постига значителни успехи, но след 9 юни 1923 година Цанковият кабинет, нуждаещ се от международна подкрепа, разформирова Българо-турската ВРО.
Тане Николов прекратява масовата въоръжена борба срещу гърците, като повечето турци са депортирани в Азия или се примиряват.
На 17 септември 1923 година дейци от лявото крило на БТВТРО, под ръководството на Коста Георгиев и Димитър Маджаров, се отцепват и полагат основите на нова Вътрешна тракийска революционна организация, която под една или друга форма действа до Спогодбата „Моллов-Кафандарис“ от 1927 г., продължавайки понякога да изпраща чети, както и да подпомага във вътрешността бежанците от Беломорска и Одринска Тракия.
Наследник на ВТРО след 1927 г. става Комитетът за свобода на Тракия. Неговата дейност също е насочена към решаване на тракийския въпрос, и в частност към подпомагане на българите в Тракия, останали извън границите на България. Той е разпуснат след преврата през 1934 година. През 1929 година касиер на организацията е Димитър Токмаков – Беломорев или Странджата.
На 1 март 1941 година във Виена министър-председателят Богдан Филов подписва присъединяването на България към Тристранния пакт, като на България се обещава излаз на Бяло море от устието на р. Струма до устието на р. Марица. Така на 19 април българските войски навлизат в Югославия, а на 20 април в Гърция и то без да се налага да водят активни бойни действия. По този начин българското правителство, съгласувано с Германия и Италия, изпраща войскови подразделения в редица територии населени с българи. Българската армия е посрещната на повечето места като освободителка, цар Борис III е обявен за“цар-обединител”, а правителството повдига неимоверно своя престиж.

## Тракийското движение от 1944 до 1977 г.
Политическата промяна в страната след 9 септември 1944 година (виж Деветосептемврийски преврат), създава условия за възстановяване дейността на тракийската организация. Като бивш съюзник на Третия Райх българската държава попада в тежка международна изолация. За изход от създалата се ситуация тя не може да разчита на подкрепата на Румъния, чието положение е сходно с това на България. Отношението на Турция е открито неприязнено, а Гърция е на прага на гражданска война. При това положение като най-стабилен партньор на правителството на ОФ на Балканите се очертава аналогичният Националнен комитет за освобождение на Югославия (НКОЮ). В резултат на 5 октомври 1944 г. в Крайова се сключва спогодба за военно сътрудничество между България и представители на съпротивата от окупирана Югославия. Постигнато е съгласие до края на войната да не се повдига въпросът за Западните покрайнини, както и този за Пиринския край. На 6 октомври Сталин съобщава на Георги Димитров, че българските войски трябва да бъдат изведени окончателно от Беломорието. Това е едно от условията на Великобритания в определянето зоните на влияние на Балканите, което Съветският съюз приема, за да получи политическия контрол върху Румъния и България.
Така на 4 октомври същата година група леви дейци учредяват Временен комитет с председател академик Константин Петканов. Комитетът отправя призив към тракийци, в който се апелира за възстановяване на дружествата из страната и свикване на конгрес за избор на редовен ВИК на организацията. Няколко седмици по-късно – на 24 декември 1944 г., в София се провежда конференция с участието на 24 делегати от дружествата „Тракия“ в страната, на която е възстановен Съюзът на тракийските културно-просветни дружества. Променено е и названието на главното ръководство като вместо „Върховен“ се приема „Централен изпълнителен комитет“ (ЦИК), като по този начин се демонстрира скъсването с „върховизма” и про-комунистическата и казионна насоченост на новата организация. На 25 март 1945 г. в Асеновград се провежда нова конференция, която приветства политиката на правителството на Отечествения фронт (ОФ) и се изразява надежда, че то ще реши тракийския въпрос по най-благоприятния за България начин.
Въпреки показаните от Българската армия високи бойни качества на териториите на Унгария и Югославия и приноса ѝ за окончателния разгром на Нацистка Германия, страната остава в международна изолация и попада в съветската сфера на влияние. Води курс на тясно сближение с комунистическа Югославия. По това време се води гражданска война в Гърция и България прави сондажи за откъсване на контролираната от гръцките комунисти Западна Тракия с цел присъединяването ѝ към бъдещата федерация. На Парижката мирна конференция през 1947 г. e подписан мирен договор, според който искането на България за Западна Тракия е отхвърлено. На 24 и 25 май 1947 г. в София се провежда Национална конференция, на която е изказана благодарност на правителството на Георги Димитров за „достойната защита на тракийския въпрос“. Едновременно с това в страната започва истински подем при възстановяването на тракийските дружества по места, чийто брой през 1948 г. достига 202. Скоро след това, поради разрива в отношенията между Тито и Сталин, проектът за южнославянска федерация е изоставен, а България недвусмислено се оформя като сателит на СССР.
От 1958 г. ЦИК започва да издава „Информационен бюлетин“, в който осветлява каузата и дейността на организацията, издействани са над 2000 пенсии на тракийски поборници, Тракийският научен институт подновява дейността си и издава няколко сборника, организират се годишни събори на тракийци, честват се паметни дати. Независимо от това обаче, в стремежа си да нормализира отношенията с Гърция и Турция, както и под натиска на Москва, българското правителство постепенно променя благосклонното си отношение към тракийската организация, ЦИК е разпуснат, а дружествата по места се вливат в структурите на ОФ. Така българската държава за втори път прекратява съществуването на тракийската патриотична организация, този път за цели 22 години.

## Ръководители на тракийската организация
| Име                         | Мандат                                     |
| --------------------------- | ------------------------------------------ |
| Димитър Георгиев Михалчев   | 24 декември 1918 – 2 септември 1923 година |
| Никола Константинов Диков   | 2 септември 1923 – 1 септември 1925 година |
| Димитър Попниколов          | 1 септември 1925 – 13 януари 1927 година   |
| Коста Георгиев              | 13 януари 1927 – 29 август 1932 година     |
| Иван Пандалеев Орманджиев   | 2 октомври 1932 – 28 февруари 1936 година  |
| Константин Николов Петканов | 4 октомври – 24 декември 1944 година       |
| Никола Атанасов Спиров      | 24 декември 1944 - 24 декември 1961 година |
| Ламби Василев Данаилов      | 24 декември 1961 – 8 юли 1972 година       |
| Иван Георгиев Хариев        | 8 юли 1972 – 1 февруари 1977 година        |
| Костадин Петков Карамитрев  | 10 януари 1990 – 11 май 2011 година        |
| Красимир Андреев Премянов   | 11 май 2011 -                              |